# Subway Surfers
Subway Surfers là một trò chơi chạy vô tận (endless-run) được phát triển trên nền tảng di động bởi Kiloo và SYBO Games, có trụ sở tại Đan Mạch. Trò chơi được phát hành trên các nền tảng Android, iOS, Kindle và Windows Phone và sử dụng công cụ trò chơi Unity. Trong game, người chơi sẽ nhập vai vào những thanh thiếu niên đầy tinh nghịch hàng ngày sơn graffiti trộm lên các toa tàu, và khi bị phát hiện, chúng chạy trên đường ray để thoát khỏi sự truy đuổi của viên thanh tra và con chó của ông ấy. Khi chạy, người chơi có thể điều khiển nhân vật nhặt tiền vàng, chìa khóa, các vật phẩm tăng sức mạnh và các phần thưởng khác trên đường ray, đồng thời cần phải tránh xa các chướng ngại vật trên đường đi. Trò chơi chỉ kết thúc khi nhân vật đâm vào chướng ngại vật, bị bắt bởi viên thanh tra hoặc cả hai đều bị cán bởi toa tàu. Các sự kiện đặc biệt như Săn thưởng hàng tuần (Weekly Hunt) có thể giúp người chơi hoàn thành nhiệm vụ và nhận được nhiều phần quà hơn. 2014 Ngùng Phát Hành ở Việt Nam

## Cách chơi
Subway Surfers là một trò chơi chạy vô tận - Endless Run. Trò chơi bắt đầu bằng cách chạm vào màn hình cảm ứng, khi Jake (nhân vật mặc định của trò chơi) hoặc bất kỳ nhân vật nào khác phun graffiti trên tàu điện, và sau đó bị thanh tra và con chó của ông ấy đuổi bắt. Trong khi chạy, người chơi có thể vuốt lên, xuống, sang trái hoặc phải để tránh đâm vào các chướng ngại vật đang tới, đặc biệt là các toa tàu đang di chuyển, cột đèn giao thông, tường hầm và rào chắn. Khi trò chơi kết thúc, người chơi có thể sử dụng Chìa khóa để cứu nhân vật và tiếp tục chạy. Người chơi có thể thu thập các vật phẩm khác nhau như tiền xu, chìa khóa, nhân đôi điểm, giày bật siêu cao, túi phản lực, nam châm, hộp bí ẩn và gậy nhún. Gậy nhún tung nhân vật lên cao, túi phản lực giúp nhân vật bay, nam châm hút tất cả các đồng xu trên đường ray, giày bật siêu cao cho phép nhân vật nhảy cao hơn, và hệ số nhân điểm giúp người chơi được nhân điểm chạy gấp bội. Ngoài ra còn có thêm ván trượt giúp bảo vệ người chơi trong 30 giây.
Thử thách mỗi ngày (Daily Challenges) và Săn thưởng hàng tuần (Weekly Hunts là hai sự kiện mang lại nhiều phần thưởng trong suốt quá trình chơi. Nhiệm vụ (Missions) - Có nhiều nhiệm vụ khác nhau được đo bằng độ chính xác của người chơi. Hiện tại có 18 nhân vật mặc định trong cửa hàng có thể mở khóa bằng cách sử dụng tiền xu, chìa khóa, mua hàng trong trò chơi, thu thập các vật phẩm cụ thể hoặc kết nối với tài khoản Facebook. Hầu hết các nhân vật đều có tối đa 3 trang phục khác nhau. Đồng thời có 17 ván trượt được bán vô thời hạn trong cửa hàng, một số loại được tích hợp sẵn sức mạnh giúp người chơi có thể sử dụng chúng thông qua ván trượt trong 30 giây.  Khi trò chơi cập nhật một địa điểm mới, nhân vật và ván trượt mới sẽ được bổ sung vào cửa hàng cho đến bản cập nhật tiếp theo.

## Phát hành và Tải xuống
Subway Surfers được phát hành vào ngày 24 tháng 5 năm 2012, những phiên bản đầu tiên chủ yếu dựa trên các ngày lễ theo trong năm. Kể từ tháng 1 năm 2013, các bản cập nhật đã dựa trên chủ đề "World Tour", chủ đề này cập nhật một thành phố, địa điểm mới sau mỗi 3-4 tuần.
Năm 2017, Subway Surfers là trò chơi được tải xuống nhiều nhất trên toàn cầu.
Vào tháng 3 năm 2018, Subway Surfers đã trở thành trò chơi đầu tiên trên Cửa hàng Google Play vượt qua ngưỡng một tỷ lượt tải xuống. Vào tháng 5 năm 2018, Subway Surfers đã vượt mốc hai tỷ lượt tải xuống. App Annie đưa tin Subway Surfers xếp thứ hai trong số những trò chơi được tải xuống nhiều nhất mọi thời đại trên iOS App Store.
Vào tháng 12 năm 2019, SYBO Games thông báo rằng Subway Surfers (theo thống kê của AppAnnie) đã vượt mốc 2,7 tỷ lượt tải xuống. Subway Surfers đồng thời là trò chơi di động được tải xuống nhiều nhất trong thập kỷ từ 2012 đến 2019.
Ngoài game di động, SYBO Games còn giới thiệu loạt phim hoạt hình Subway Surfers.

## Đón nhận
Subway Surfers nhận được đánh giá tích cực. Các nhà phê bình khen ngợi phong cách hình ảnh và lối chơi giải trí của trò chơi, nhưng chỉ trích nó vì môi trường game ít có sự thay đổi và cách điều khiển đôi khi không nhạy bén. Trang web tổng hợp đánh giá Metacritic đã cho trò chơi 71/100 dựa trên 8 bài đánh giá.
Dan Griliopoulos của Pocket Gamer đã cho trò chơi điểm 5 trên 10, khen ngợi lối chơi thú vị nhưng phê bình cách điều khiển và thiết kế trò chơi phức tạp.
Dant Rambo của Gamezebo đã cho điểm trò chơi là 3,5 trên 5, ông viết "Trò chơi có chút cố gắng để làm mình nổi bật hơn so với những tựa game endless-run khác... Các nút điều khiển nhạy, lối chơi gây nghiện và nó không cố ép bạn chi tiền mặt cho các vật phẩm trong trò chơi. "
Tuy nhiên những người khác không chỉ trích tựa game như vậy, 148Apps và TouchArcade cho trò chơi 4/5.
Trò chơi đã được đề cử cho "Tựa game hành động" và "Tựa game dành cho Gia đình và Trẻ em" tại Giải thưởng Webby 2019. Đây là trò chơi di động được tải xuống nhiều nhất trong thập kỷ.

## Subway Surfers: The Animated Series
Vào ngày 1 tháng 6 năm 2018, một seri phim hoạt hình ngắn đã ra mắt trên kênh YouTube của SYBO Games.  Loạt phim có 11 tập (với 4 phút cho một tập) do Brent Friedman và Francesca Marie Smith viết kịch bản và Sander Schwartz sản xuất. Chris Bartleman là giám đốc giám sát và Michael Hegner là giám đốc điều hành.